# Вахіда Маглайлич
Вахіда Маглайлич (сербохорв. Vahida Maglajlić / Вахида Маглајлић; 17 квітня 1907, Баня-Лука, Боснія і Герцеговина — 1 квітня 1943, Мала-Крупська-Руїшка, Хорватія) — югославська боснійська партизанка часів Народно-визвольної війни Югославії і Народний герой Югославії.

## Життєпис
Вахіда Маглайлич є єдиною боснійської мусульманкою, яка була удостоєна вищої югославської нагороди. Попри те що вона народилася в родині баня-лукського каді (шаріатський суддя), Вахіда не отримала вищої освіти, оскільки цього не хотів її батько. У міжвоєнні роки вона неодноразово виступала на захист прав жінок Югославії. Після вторгнення німців і їх союзників в травні 1941 року пішла в партизанське підпілля. Завдяки своєму високому соціальному статусу Вахіда могла спокійно ховати партизан протягом декількох місяців, поки не була спіймана владою і відправлена до в'язниці. Через кілька місяців довгих катувань Вахіда втекла з в'язниці і повернулася до партизан.
Вахіда була найважливішою політичною фігурою Боснійської Країни і однією з лідерів партизанського руху. 1 квітня 1943 року вона героїчно загинула в боях проти німецьких військ у Малі-Крупські-Руїшкі. Після війни її перепоховали на партизанському кладовищі Баня-Луки. В 1951 році їй було присвоєно звання Народного героя Югославії. Листівки з портретом Вахіди як зразок для наслідування поширювалися і Організацією звільнення Палестини з метою агітації жінок вступати в їх ряди.

## Сім'я, освіта і діяльність
Вахіда Маглайлич народилася 17 квітня 1907 року в Баня-Луці, яка на той момент входила в Кондомініум Боснія і Герцеговина (Австро-Угорщина), нині є столицею Республіки Сербської (Боснія і Герцеговина) . Вахіда була першою дитиною з 10 дітей каді Мухамеда Маглайлича, голови шаріатського суду Баня-Луки, і його дружини Чаміли. У сім'ї було 15 чоловіків і 7 жінок в тому числі бабуся і дідусь по батьківській лінії, тітки, дядьки, двоюрідні брати і сестри. Ще в дитинстві Вахіда грала не з ляльками, а з мітлами, уявляючи собі замість них рушниці і коней. Вона також дбала про вісьмох своїх братів і молодших сестер.

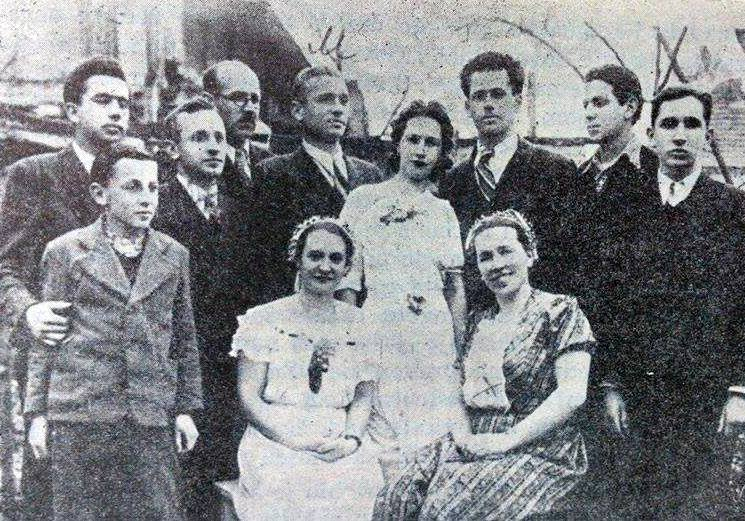
Фаділ Шерич (третій праворуч), майбутній Народний герой Югославії і зять (чоловік сестри) Вахіди Маглайлич (сидить праворуч)

Маглайлич займалася рукоділлям з дитинства, тому батьки направили її в жіноче професійне училище після мектаб (мусульманська початкова школа). У той час в звичайні світські школи ходили не всі мусульманські дівчатка. Вахіда хотіла продовжити освіту в Загребі і стати вчителем, але батько був проти цього, заявивши, що не дозволить дочкам вчитися в іншому місті далеко від будинку. Аж до початку війни Вахіда займалася домашнім господарством. Вона зайнялася самоосвітою: під впливом братів, що навчалися в Сараєво і Загребі, зацікавилася марксизмом і комунізмом, ставши однією з перших боснійських мусульманок, які долучилися до робітничого руху і виступали за захист прав жінок. Вахіда була членом Міжнародної Червоної допомоги і очолювала одну з організацій Баня-Луки щодо захисту прав жінок. Батько дозволив їй ходити без хіджабу (ісламський жіночий одяг), але Вахіда зайшла ще далі проти мусульманських традицій і коротко підстриглася, чим обурила всю сім'ю і все місто.
Вахіда не вийшла заміж, хоча їй багато разів пропонували руку і серце. Кожен її потенційний наречений вимагав від Вахіди припинити агітувати за комуністів, на що вона не збиралася погоджуватись. Проте, зі слів її невістки Ружі, Вахіда зустрічалася з одним молодим чоловіком, але його батьки були проти шлюбу з мусульманкою. Сам юнак був православним християнином.

## Народно-визвольна війна Югославії
У квітні 1941 року в Югославію вторглися німецькі війська і їх союзники. 19 квітня 1941 року була створена маріонеткова Незалежна держава Хорватія, влада якої поширилася і на Баня-Луку. Вахіда пішла в партизанське підпілля і в травні вступила в заборонену тоді Комуністичну партію Югославії, незважаючи на твердження батька про нетерпимість комуністів до релігійних людей . І хоча усташі (національно-терористична організація) незабаром звільнила Мухамеда Маглайлича з поста шаріатського судді, деякий час Вахіда користувалася авторитетом батька в місті, приховуючи червоних партизан в своєму будинку. Вона відправляла їх у звільнені від усташів і німців землі і передавала їм зброю, боєприпаси, одяг і медикаменти. У Баня-Луці Вахіді довіряли багато людей, в тому числі в налагодженні зв'язків з іншими партизанськими загонами, створенням конспіративних квартир і місць зустрічі, завдяки чому вона стала одним з надійніших товаришів по боротьбі проти усташів і окупантів. Мати Вахіди, Чаміла, готувала продовольство для партизан, передавала їм радіоприймачі. Величезне число сербів, босняків і євреїв вступило в партизанський рух завдяки агітації Чаміли. Вона пропонувала пожертвувати майно на допомогу партизанам, щоб воно не дісталося усташам. Саме статус Вахіди, як представниці однієї з найшанованіших сімей Баня-Луки дозволив мусульманам міста вступити в партизанський рух.
Незабаром усташі дізналися про те, чим займається Вахіда. Довгий час заарештувати її вони не наважувалися, оскільки боялися гніву мусульман Баня-Луки. У жовтні 1941 року усташські спецслужби все-таки обманом схопили Вахіду, виманивши її на зустріч, і кинули до в'язниці. Два місяці її катували, вимагаючи видати будь-яку інформацію про партизан, але Вахіда мовчала. Не добившись нічого, влада відправила її в Загреб. 20 грудня 1941 року, в день переїзду, Вахіда втекла разом із своєю подругою Даницею Марич і сховалася в будинку свого батька, перш ніж піти з Даніцею на гору Черемниця в Сербії. 31 грудня 1941 року Вахіда і Даніца прийняли партизанську присягу. На війну проти гітлерівців і їх посібників піднялася вся сім'я. Вісім братів Вахіди вступили в партизанський рух, причому двоє з них загинули у в'язниці. Батька ж у 1942 році відправили в концтабір усташів.

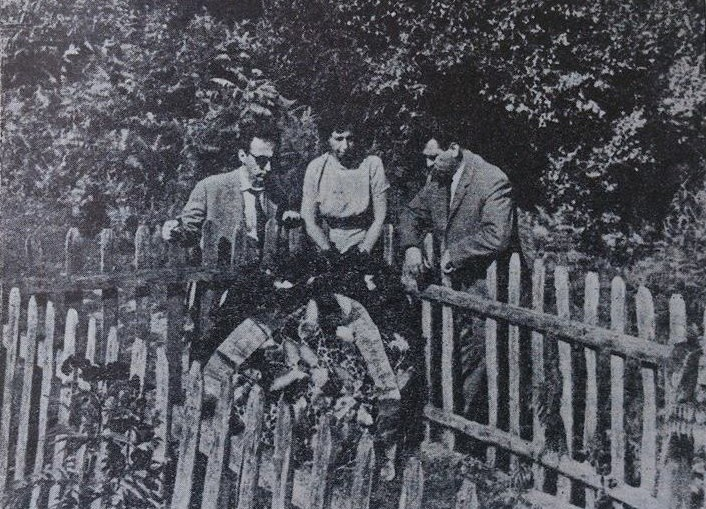
Два брата і сестра на могилі Вахіди Маглайлич в 1963 році

Вахіда займалася агітацією за вступ в партизанські ряди серед жителів Козари, Грмеча і Цазина; в основному, вона закликала туди жінок. Серед мусульманок Цазіна вона користувалася великим авторитетом. 6 грудня 1942 року Вахіда була вибрана в Жіночий антифашистський фронт Боснії і Герцеговини  . До січня 1943 року вона брала участь на зустрічах партизанських загонів Санські-Моста і Босанські-Нові. У січні 1943 року після початку операції «Вайс» Вахіда перейшла через гору Шатор і зникла між Гламочем і Лівно, після чого перейшла в Боснійську Країну і повернулася в Босанські-Нові. Службу вона проходила в 12-й країнській ударній бригаді.
31 березня 1943 вона прибула в Малу-Крупську-Руїшку вдень. Вранці 1 квітня загін Вахіди був оточений німецькими військами. Партизани спробували прорватися і сховатися на найближчому пагорбі . Вахіда була смертельно поранена в спину, а всього в той день загинуло 28 осіб. У той же день партизани поховали в селі всіх загиблих. Після війни Вахіду перепоховали на партизанському кладовищі Баня-Луки, де її останки спочивають донині.

## Пам'ять

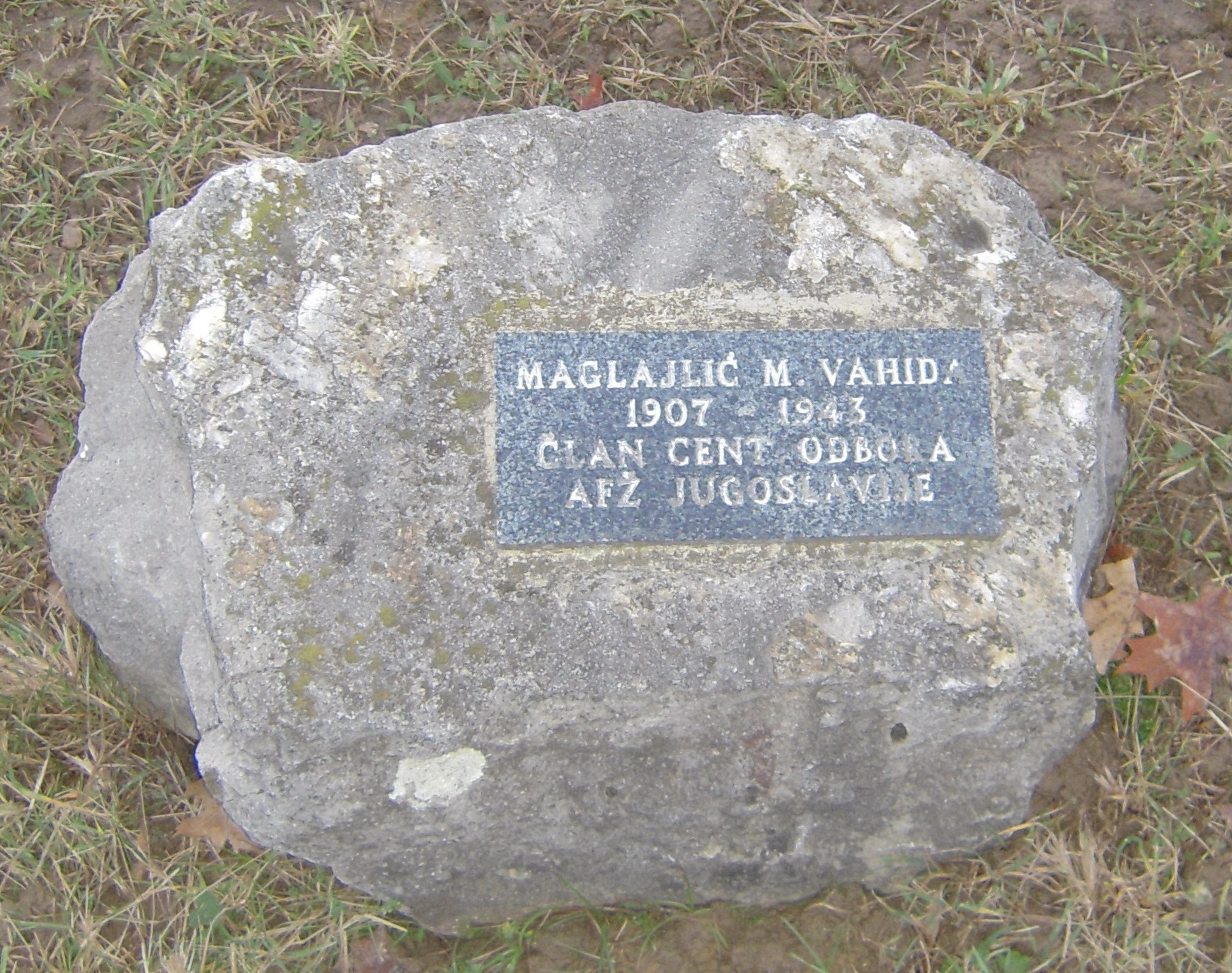
Камінь на могилі Вахіди Маглайлич в Баня-Луці

- 20 грудня 1951 Президія Народної Скупщини Федеративної Народної Республіки Югославії посмертно нагородила Вахіду Маглайлич орденом і званням Народного героя Югославії. Вахіда стала єдиною жінкою — боснійською мусульманкою, яка була удостоєна звання Народного героя[4] [6].
- Звання Народного героя отримав також зять Вахіди (чоловік її сестри Муніби) Фаділ Шерич, загиблий через два місяці після Вахіди[3].
- У Народно-визвольній війні загинули три брата Вахіди: Джевад, Муніб і Неджіб, всі були вбиті четниками. Муніб був заступником політрука у 2-й країнській ударній бригаді. Війну пережив брат Екрем, який після війни став доктором медичних наук і викладав на ветеринарному факультеті Сараєвського університету.
- Портрет Вахіди Маглайлич зображався на листівках Організації визволення Палестини, яка агітувала палестинок вступати до своїх лав і представляли Вахіду як зразок для наслідування.